# Combined Community Codec Pack
Combined Community Codec Pack, более известный как CCCP, является набором мультимедиа-кодеков, собранных под Microsoft Windows. Изначальная цель этого набора — корректное воспроизведение аниме с субтитрами. CCCP разработан и поддерживается членами нескольких групп фэнсабберов. Названием является «игра букв» аббревиатуры СССР.

## Предназначение
Согласно официальному сайту, CCCP создан дабы удовлетворять следующим требованиям:
- Устранение наиболее значимых проблем, вызванных конфликтами наборов кодеков;
- Обеспечение стандарта воспроизведения видео для аниме-сообщества;
- Способность воспроизведения файлов наиболее распространённых медиа-форматов;
- Лёгкость в установке и деинсталляции для пользователей, не имеющих специальных знаний.

Данный набор компактен и содержит лишь то, что необходимо для проигрывания большинства видеофайлов. Намеренно отключена поддержка множества кодеков, рассматриваемых как излишние. Таким образом, можно избежать проблем, вызванных несоответствующими комбинациями фильтров, предоставляя их по принципу «всё в одном». Такая философия ведёт к некоторым неудобствам, так как множество форматов не выбраны по умолчанию, и пользователю нужно самому включать их при необходимости. В отличие от многих других наборов, CCCP проектировался именно с целью декодирования, поэтому не включает шифраторы.
CCCP предназначен только для операционных систем Microsoft Windows и работает на версиях XP/Vista/Win7/Win8/Win8.1/Win10. Более старые версии поддерживают Windows 2000.

## Описание

### Состав
- CoreWavPack
- ffdshow-tryouts (custom build)
- Gabest’s FLV Splitter
- Gabest’s MPV (MPEG-2) Decoder
- Haali Media Splitter
- Media Player Classic - Home Cinema (custom build)
- VSFilter

Замечание: Установка данных кодеков не будет равнозначна установке CCCP, так как например настройки ffdshow изменены, также как и другие компоненты.

### Поддерживаемые форматы
- Медиаконтейнеры: AVI, OGM, MKV, MP4, FLV, 3GP and TS
- Видеокодеки: MPEG-2, DivX, XviD, H.264, WMV9, FLV, Theora, and Generic MPEG-4 ASP (3ivx, lavc, etc.)
- Аудиокодеки: MP1, MP2, MP3, AC3, DTS, AAC, Vorbis, LPCM, FLAC, TTA and WavPack

### Популярные форматы, которые не поддерживаются
- QuickTime .qt .mov (Может воспроизводиться в MPC, поставляемом вместе с CCCP, после установки QuickTime или QuickTime Alternative)
- RealMedia .rm .rmvb (Может воспроизводиться в MPC, поставляемом вместе с CCCP, после установки RealPlayer или Real Alternative)